# Российско-саудовская ценовая война
8 марта 2020 года Саудовская Аравия начала ценовую войну с Россией, что привело к значительному падению цен на нефть: цены на нефть в США упали на 34 %, в среднем сырая нефть упала на 26 %[где?], а нефть марки Brent упала на 24 %. Ценовая война была спровоцирована разрывом диалога между Организацией стран — экспортёров нефти и Россией по поводу предполагаемых сокращений добычи нефти в разгар пандемии коронавируса в 2019-20 годах. Цены на нефть уже упали на 30 % с начала года из-за падения спроса. Ценовая война является одной из основных причин глобального краха фондового рынка 2020 года.

## Предыстория
Начиная с 2014 года, добыча сланцевой нефти в США увеличила свою долю рынка; поскольку другие производители продолжали добывать нефть, цены упали с 114 долларов за баррель в 2014 году до 27 долларов в 2016 году. В сентябре 2016 года Саудовская Аравия и Россия договорились о сотрудничестве в управлении ценами на нефть, создав неформальный альянс производителей ОПЕК и стран, не входящих в ОПЕК, который получил название «ОПЕК+». К январю 2020 года ОПЕК+ сократила добычу нефти на 2,1 млн баррелей в сутки, причём Саудовская Аравия добилась наибольшего сокращения добычи.
В результате пандемии коронавируса 2019—2020 годов объём промышленного производства и спрос на транспортировку упали, что также привело к снижению общего спроса на нефть и снижению цен на нефть. 15 февраля 2020 года Международное энергетическое агентство объявило, что рост спроса снизится до самого низкого уровня с 2011 года, при этом рост снизится на 365 000 баррелей в день до 825 000 баррелей в день, а потребление снизится на 435 000 баррелей в день. Хотя спрос на нефть в мире падал, падение спроса на рынках Китая, крупнейшее с 2008 года, вызвало саммит ОПЕК в Вене 5 марта 2020 года. На саммите ОПЕК согласилась сократить добычу нефти ещё на 1,5 миллиона баррелей в сутки в течение второго квартала года (общее сокращение добычи на 3,6 миллиона баррелей в сутки по сравнению с первоначальным соглашением 2016 года), при этом группа должна была пересмотреть политику в отношении во время их следующей встречи 9 июня. ОПЕК призвала Россию и других не входящих в ОПЕК членов ОПЕК+ выполнить решение ОПЕК. 6 марта 2020 года Россия отклонила запрос, ознаменовав окончание неофициального партнёрства, цены на нефть упали на 10 % после объявления.
В феврале 2020 года администрация Трампа ввела санкции против крупнейшей российской нефтяной компании «Роснефть». Россия, возможно, видела в нефтяной войне способ нанести ответный удар по санкциям США, утверждают некоторые СМИ.

## Оценки ценовой войны
Подтверждено, что и российские, и саудовские официальные лица отрицают существование ценовой войны друг против друга или любой другой страны. Пресс-секретарь президента России Дмитрий Песков заявил, что новые запланированные контракты могут быть реализованы немедленно, если это необходимо. В ходе переговоров российские официальные лица утверждали, что нельзя начинать сокращение, не осознав влияние, которое вспышка вируса оказывает на цены на нефть, и что существующий дефицит около одного миллиона баррелей в день, вызванный политическими беспорядками в Ливии, способствовал компенсации спада спроса в то время.
Павел Сорокин из Минэнерго России сомневался, что сокращения сработают, заявив в интервью Рейтерс следующее: «Бороться с ситуацией падающего спроса, когда дно неочевидно и неясно, где оно находится, мы не можем». «Очень легко оказаться в ситуации замкнутого круга, когда, срезая один раз, через две недели ты получаешь … ещё худшую реакцию, потому что нефть сначала отскакивает немного, а затем снова падает, потому что спрос продолжает падать». Другие сообщения подтверждают, что российская сторона выдвинула предложение продлить текущие комбинированные сокращения ОПЕК+ на 1,7 миллиона баррелей в день в течение по крайней мере 3 месяцев, чтобы оценить реальное влияние кризиса коронавируса на спрос на нефть до новых сокращений, при этом ОПЕК в конечном итоге отказывается от этого.

## События

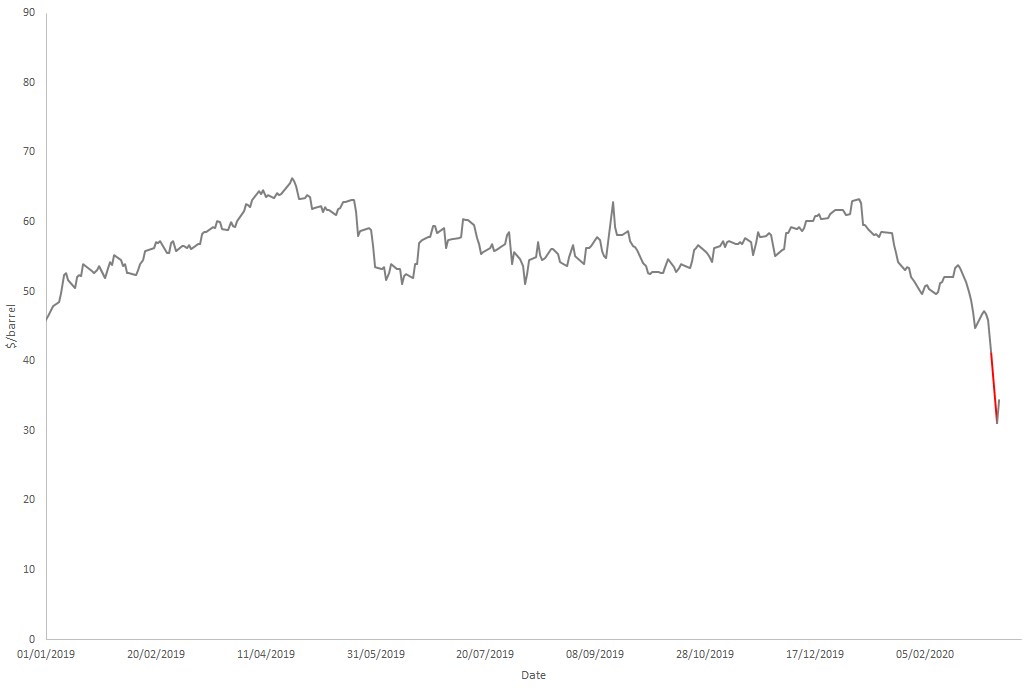
Движение цены WTI с 2019 года. Красным цветом обозначено однодневное изменение 9 марта 2020 года

8 марта 2020 года Саудовская Аравия объявила о неожиданных ценовых скидках от 6 до 8 долларов за баррель для потребителей в Европе, Азии и Соединённых Штатах. Это объявление вызвало свободное падение цен на нефть и другие последствия в тот день, когда нефть марки Brent упала на 30 %, самое большое падение со времён войны в Персидском заливе. West Texas Intermediate (WTI), сорт сырой нефти, используемый в качестве ориентира при ценообразовании на нефть, упал на 20 %. 9 марта 2020 года мировые фондовые рынки сообщили о крупных потерях, отчасти из-за сочетания ценовой войны и опасений по поводу вспышки коронавируса. Эффект ощущался и вне цен на нефть и на фондовых рынках; после объявления российский рубль упал на 7 % до 4-летнего минимума по отношению к доллару США. В последующие дни после объявления цены на нефть рынки несколько восстановились, цены на нефть выросли на 10 %, а большинство фондовых рынков восстановилось на следующий день после чёрного понедельника. 10 марта Саудовская Аравия объявила, что увеличит добычу с 9,7 млн баррелей в сутки до 12,3 млн, тогда как Россия планирует увеличить добычу нефти на 300 000 баррелей в сутки. В то время производственная мощность Aramco составляла всего 12 миллионов баррелей в сутки, и компании было дано указание увеличить её до 13 миллионов баррелей в сутки.
Поскольку спрос продолжал резко падать, цены на нефть продолжали снижаться, достигнув 18-летнего минимума 18 марта, когда цена на Brent составляла 24,72 доллара за баррель, а цена на WTI — 20,48 доллара за баррель.

## Влияние

### В Саудовской Аравии
Saudi Aramco объявила о сокращении капитальных расходов с запланированных 35-40 млрд до 25-30 млрд долларов США. Правительство также увеличило потолок своего долга с 30 до 50 процентов ВВП, что обусловлено как ценами на нефть, так и последствиями пандемии, и планировало сократить свои расходы на 5 процентов, поскольку ожидается, что дефицит бюджета увеличится с 6 до 9 процентов.

### В России
Российское правительство изначально прогнозировало, что в 2020 году оно будет иметь профицит бюджета в размере 930 миллиардов рублей (11,4 миллиарда долларов), но после начала ценовой войны оно заявило, что ожидает дефицит. Рубль упал более чем на 30 процентов в период с начала 2020 года по 18 марта.

### На фондовых рынках
До открытия в понедельник фьючерсный рынок Dow Jones Industrial Average упал более чем на 1300 пунктов и в результате приостановил торги из-за сочетания опасений по поводу коронавируса и ценовой войны на нефть. В понедельник, 9 марта 2020 года, на мировых фондовых рынках произошло значительное падение из-за сочетания паники по поводу пандемии коронавируса в 2019—2020 годах и ценовой войны между Саудовской Аравией и Россией. Индекс Dow Jones упал более чем на 7 %, или на 2000 пунктов, превысив прогноз рынка фьючерсов и став крупнейшим падением в своей истории. Другие фондовые рынки также пострадали: S&P 500 сократился на 7,6 %, а NASDAQ Composite сократился на 7,2 %. Итальянский FTSE MIB потерпел наибольшее падение в процентах, при этом индекс упал на 11 %. В Соединённых Штатах падение вызвало срабатывание автоматических выключателей, предназначенных для предотвращения сбоев на фондовом рынке, что привело к 15-минутным паузам в торговле.

### Другие производители
В ответ на падение цен несколько производителей нефти в Северной Америке прекратили бурение новых скважин. Производителям сланцевой нефти в Северной Америке, как правило, требуется, чтобы цены на нефть превышали 40 долларов за баррель для поддержания добычи, и ожидается, что сокращение новых месторождений сведёт на нет ожидаемый рост добычи нефти в США. При цене 35 долларов за баррель сырой нефти только 16 производителей сланца могли бы работать с новыми скважинами с выгодой, и большинство производителей ожидало, что цена за баррель составит 55-65 долларов в 2020 году. Консалтинговая компания Wood Mackenzie подсчитала, что при цене на Brent в 25 долларов за баррель 10 % добычи нефти в мире не смогут покрыть её базовые эксплуатационные расходы, особенно такие производители тяжёлой нефти, как Венесуэла или Мексика. Прогнозы Управления энергетической информации США показывают, что добыча сырой нефти в США снизится с 13,2 млн баррелей в сутки в мае 2020 года до 12,8 млн баррелей в сутки в декабре 2020 года из-за ценовой войны, а затем сократится до 12,7 млн баррелей в сутки в 2021 году.
Иракские и кувейтские производители нефти также объявили о ценовых скидках своим покупателям, хотя скидка Ирака была ниже, чем у Саудовской Аравии. Объединённые Арабские Эмираты также объявили об увеличении добычи до 4 миллионов баррелей в день, что превышает расчётную производительность страны в 3,5 миллиона баррелей в сутки.
Норвегия, крупнейший экспортёр нефти в Европе, зафиксировала падение своей валюты до исторического минимума по отношению к евро, когда Норвежский центральный банк впервые за два десятилетия готовил валютную интервенцию. Нигерийская найра также зафиксировала значительное снижение своего курса по отношению к доллару, в то время как фондовый рынок страны и цены на облигации (наряду с ангольскими) упали.